# Ngadimulyo (Sukorejo)
Ngadimulyo is een bestuurslaag in het regentschap Pasuruan van de provincie Oost-Java, Indonesië. Ngadimulyo telt 5070 inwoners (volkstelling 2010).